# Alessandro Florenzi
Alessandro Florenzi, född 11 mars 1991, är en italiensk fotbollsspelare (högerback) som spelar för AC Milan. Han representerar även Italiens landslag.

## Karriär
Den 30 januari 2020 lånades Florenzi ut av Roma till Valencia på ett låneavtal över resten av säsongen 2019/20. Den 11 september 2020 lånades Florenzi ut till franska Paris Saint-Germain på ett låneavtal över säsongen 2020/21.
Den 21 augusti 2021 meddelade Roma att Florenzi kommer spela säsongen 2021/22 på lån hos AC Milan. Affären innehåller även en option om att AC Milan ska kunna köpa Florenzi permanent. Den 1 juli 2022 köptes Florenzi loss av AC Milan.

## Internationell karriär
Den 14 november 2012 debuterade Florenzi för seniorlandslaget under tränare Cesare Prandelli i en vänskapsmatch mot Frankrike.
Florenzi var en del av Italiens U21-trupp för U21-EM 2013 i Israel, där "Azzurrini" nådde finalen men förlorade mot Spanien med 4–2. Florenzis enda mål i turneringen kom i gruppspelets 4–0-seger mot värdnationen.
Den 15 oktober 2013 gjorde Florenzi sitt första seniormål i sin tävlingsdebut i en VM-kvalmatch mot Armenien som slutade 2–2 på Stadio San Paolo i Neapel. Florenzi inkluderades inte i den 30-mannatrupp som Cesare Prandelli namngav för VM 2014.
Den 30 augusti 2014 inkluderade den nya italienska förbundskaptenen Antonio Conte Florenzi i sin första trupp för de kommande EM-kvalmatcherna. Den 31 maj 2016 blev han namngiven i Contes 23-mannatrupp för EM 2016.
I juni 2021 blev han inkluderad i Italiens trupp för EM 2020 av tränare Roberto Mancini. Den 11 juli vann Florenzi Europamästerskapet med Italien efter en 3–2-seger på straffar mot England på Wembley Stadium i finalen, efter 1–1 i förlängning; han gjorde ett inhopp under finalen och ersatte Emerson Palmieri sent i andra halvlek av förlängningen.